# Jaime Moreno (Fußballspieler, 1974)

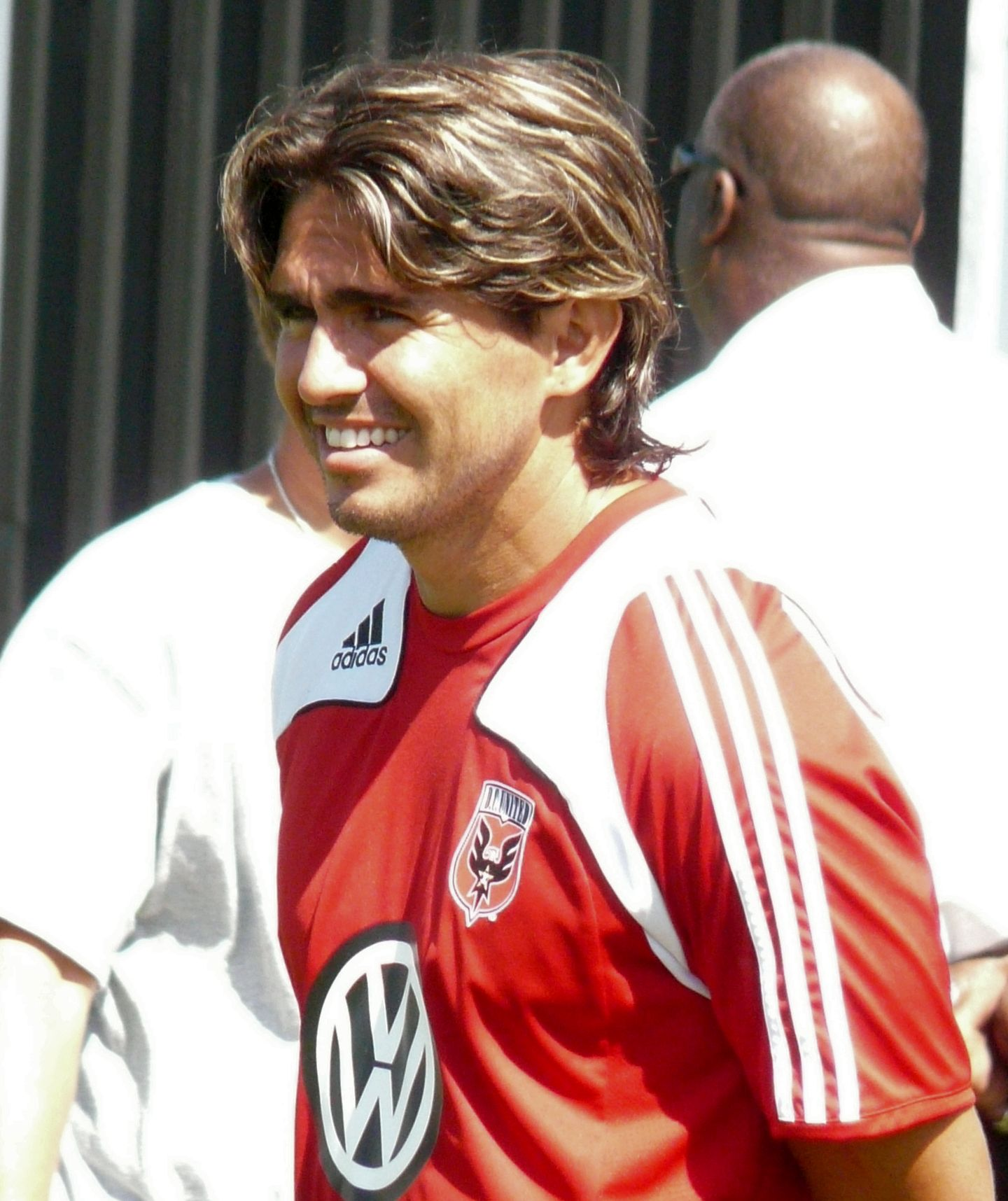
Jaime Moreno (2008)

Jaime Moreno Morales (* 19. Januar 1974 in Santa Cruz de la Sierra) ist ein ehemaliger bolivianischer Fußballspieler. Der Stürmer war bis zum Ende der MLS-Saison 2010 für den US-amerikanischen Erstligisten D.C. United aktiv. Anschließend wurde er Technischer Trainer in der Jugendakademie des Franchises.
Moreno führte ab August 2007 die Rekordtorschützenliste der Major League Soccer an. Mittlerweile haben Landon Donovan und Jeff Cunningham mehr Tore als Moreno, der 133 Tore in der MLS erzielte, geschossen. Am 17. April 2009 erreichte er als erster MLS-Spieler die Marke von über 100 erzielten Toren und weiteren über 100 Torvorlagen.

## Vereinskarriere
Moreno begann seine Karriere in seinem Heimatland Bolivien. Von 1991 bis 1994 spielte er für den Erstligisten Club Blooming aus Santa Cruz de la Sierra. Nach 57 Spielen wechselte er zum kolumbianischen Verein Santa Fe CD.
Dann folgte der Wechsel zum FC Middlesbrough, womit er zum ersten Bolivianer in der Premier League wurde. In seinen zwei Jahren am Riverside Stadium kam er jedoch selten über die Position des Ersatzspielers hinaus.
In der Folge wechselte er nach Ablauf der Saison 1995/1996 zu D.C. United in die MLS, die Profiliga der Vereinigten Staaten. Bereits in seinem ersten halben Jahr in Washington, D.C. wurde Moreno zum Stammspieler und verhalf seinem Klub zum Sieg im MLS Cup. 1997 wurde er zum besten Spieler des Jahres gewählt und wurde mit 16 Treffern Torschützenkönig der Liga. Er krönte die Saison zudem noch mit dem erneuten Gewinn des Pokals. In der Saison 1998 erzielte er erneut 16 Toren gab zusätzlich elf Torvorlagen. Bei der Wahl zum Spieler des Jahres belegte hinter seinem Teamkollegen und Landsmann Marco Etcheverry den zweiten Platz. 1999 konnte er noch eine weitere Trophäe feiern, nämlich den dritten Pokalsieg mit seinem Verein. Die Saisons 2001 und 2002 verpasste er fast vollständig aufgrund diverser Verletzungen.
Am Ende der Saison 2002 verstritt er sich mit seinem Trainer Ray Hudson und wechselte für ein Jahr zum Ligakonkurrenten MetroStars. Er kam im ganzen Jahr nur elfmal zum Einsatz und erzielte dabei zwei Tore. Einen dieser Treffer erzielte er ausgerechnet gegen seinen Ex-Klub United.
Nach dieser Saison kehrte er zu D.C. United zurück. Mit seinem neuen und alten Klub reihte er einen weiteren Pokalsieg in die Liste seiner Titel ein. Im Jahr 2005 wurde ihm eine ganz besondere Ehre zu teil, als er von ausgewählten Sportreporten in die Elf der besten Spieler aller Zeiten in der MLS gewählt wurde. Im August 2007 erzielte er sein 109. Ligator, womit er zum Besten Torschütze in der Geschichte der MLS wurde und den Rekord von Jason Kreis übertraf.
Am 21. August 2010 gaben DC United und Moreno bekannt, die Zusammenarbeit zum Ende der Saison zu beenden. Sein letztes Spiel absolvierte er am 23. Oktober 2010 gegen den Toronto FC. In dem Spiel erzielte er auch sein letztes Tor.
Beim MLS Re-Entry Draft im Dezember 2010 wurde Moreno von keiner Mannschaft ausgewählt. Er beendete seine Karriere und wechselte am 4. März 2011 in den Mitarbeiterstab bei DC United.

## Nationalmannschaft
Mit der Bolivianischen Nationalelf nahm Moreno ihm Alter von 20 Jahren an der Fußball-Weltmeisterschaft 1994 teil. Drei Jahre später wurde er erneut vom Nationaltrainer in den Kader für ein bedeutendes Turnier, die Copa América 1997, berufen. Seit 2001 wurde Moreno nicht mehr für Länderspiele nominiert, ehe er in einem Freundschaftsspiel 2007 wieder zum Einsatz kam. Er wurde ebenso in den Kader Boliviens für die Copa América 2007 berufen, wo er zwei Treffer erzielte.
Im Oktober 2008 gab er seinen Rücktritt von der Nationalmannschaft bekannt. In 75 Länderspielen erzielte er neun Tore.

## Erfolge

### D.C. United
- MLS Cup (4): 1996, 1997, 1999, 2004
- MLS Supporter’s Shield (4): 1997, 1999, 2006, 2007
- Lamar Hunt U.S. Open Cup (2): 1996, 2008
- CONCACAF Champions’ Cup (1): 1998
- Copa Interamericana (1): 1998

### FC Middlesbrough
- Football League First Division (1): 1994–95

### Spielerauszeichnungen
- MLS Best XI: 1997, 1999, 2004, 2005, 2006

## Privates
Moreno lebt mit seiner Ehefrau, Louise, und den fünf gemeinsamen Kindern in Washington, D.C. Sein ältester Sohn, James, wurde am 20. Oktober 2010 zu einem 10-monatigen Probetraining zur West Ham United Youth Academy eingeladen.